# أدونيدية
أدونيدية (الاسم العلمي: Adonidia)، جنس نخيل من فصيلة النخلية، أنواعه 2. سُمي هذه الجنس على أدونيس.